# テオドル・サルパロフ
テオドル・サルパロフ（ブルガリア語: Теодор Салпаров、1982年8月16日 - ）は、ブルガリアの男子バレーボール選手。ガブロヴォ出身。ポジションはリベロ。ブルガリア代表。

## 来歴
2000年、ブルガリアリーグのCSKAソフィアへ入団。2004年から3年間、ロシアスーパーリーグのルチ・モスクワ、ZSKガスプロム・スグルト、ディナモ・モスクワでプレーしたのち、CSKAソフィアへ戻り、2008年のリーグ優勝に貢献した。
ブルガリア代表に選出されて以来、ナショナルチームのリベロとして活躍し、21歳で出場した2004年ワールドリーグでベストディガー賞を受賞。2006年世界選手権、2007年ワールドカップではそれぞれ銅メダル獲得に貢献した。翌2008年北京オリンピックに出場した。

## 球歴
- オリンピック - 2008年（5位）、2012年（4位）
- 世界選手権 - 2006年（銅メダル）、2010年
- ワールドカップ - 2007年（銅メダル）
- ワールドリーグ - 2004年、2005年、2006年、2007年、2008年、2009年

## 所属クラブ
- CSKAソフィア（2000-2004年）
- ルチ・モスクワ（2004-2005年）
- ZSKガスプロム・スグルト（2005-2006年）
- ディナモ・モスクワ（2006-2007年）
- CSKAソフィア（2007-2009年）
- ディナモ・モスクワ（2009-2010年）

- CSKAソフィア（2010-2011年）

- ガラタサライ・イスタンブール（2012-2013年）
- アショール・リオン（2013-2014年）
- ゼニト・カザン（2014-2017年）
- Neftochimik Burgas（2017-2021年）
- Gazprom-Yugra Surgut（2019-2020年）
- Hebar Pazardzhik（2021-）